# 静岡県道135号田原野函南停車場線
静岡県道135号田原野函南停車場線（しずおかけんどう135ごう たはらのかんなみていしゃじょうせん）は、静岡県伊豆の国市から同県田方郡函南町に至る一般県道である。

## 概要

### 路線データ
- 起点：静岡県伊豆の国市田原野茅野（静岡県道19号伊東大仁線交点）
- 終点：函南停車場（静岡県田方郡函南町）
- 実延長：17,672m（未開通区間・重複区間を除く）[1]

## 沿革
- 1960年（昭和35年）4月1日 - 認定[2]

## 通過する自治体
- 静岡県
  - 伊豆の国市
  - 田方郡函南町

## 接続する道路
- 静岡県道19号伊東大仁線（宇佐美大仁道路）（起点：伊豆の国市田原野茅野）
- 静岡県道80号熱海大仁線（伊豆の国市浮橋原）
- 富士見パークウェイ（伊豆の国市道）（伊豆の国市韮山多田）

この間未開通
- 静岡県道11号熱海函南線（熱函道路）（函南町畑）
- 静岡県道11号熱海函南線（熱函街道）（丹那入口交差点 - 函南駅入口交差点で重複）
- 静岡県道136号函南停車場反射炉線（函南駅入口交差点 - 「函南駅」東（終点）で重複）
- 静岡県道141号清水函南停車場線（函南町大竹 - 「函南駅」東（終点）で重複）
- 函南町道（終点：函南町桑原、「函南駅」東）

## 周辺
- 伊豆スカイライン
  - 山伏峠インターチェンジ
  - 韮山峠インターチェンジ
- JR東海道本線 函南駅
- 函南町役場
- NTT東日本伊豆病院
- 医療法人社団敬慈会 伊豆函南セントラル病院
- 医療法人新光会
  - 伊豆函南病院
  - 伊豆平和病院
- 函南町立丹那小学校
- 函南町立東小学校
- 函南町立桑村小学校
- 函南駅前郵便局
- 伊豆の国市民の森 浮橋（グリーンランド大仁）
- 函南運動公園
- 丹那断層
- 伊豆にらやまカントリークラブ
- 富士箱根カントリークラブ